# Kenji Kosaka
Kenji Kosaka (japonès: 小阪 憲司)  (Ise, 1939 - 2023) va ser un psiquiatre japonès, conegut per la seva investigació pionera sobre la demència amb cossos de Lewy (DLB), que va descriure per primera vegada.

## Biografia
Kosaka va néixer a Ise, a la prefectura de Mie, i va completar el seu doctorat el 1965 a la Universitat de Kanazawa. Va ser nomenat professor de psiquiatria a la Facultat de Medicina de la Universitat de Yokohama el 1991, abans de convertir-se en director del Centre Mèdic de la Universitat de Yokohama el 1995. Va ser director de la Clínica del Tribunal d'Atenció Mèdica a Yokohama des de 2011.
Kosaka va rebre el Premi Asahi 2013 per descobrir la demència amb cossos de Lewy.
Kosaka va morir d'una pneumònia per aspiració el 16 de març de 2023 a l'edat de 83 anys.

## Contribució
El 1976, Kosaka va descriure per primera vegada el concepte de demència amb cossos de Lewy. Dos anys més tard, va informar de tres casos d'autòpsia de demència amb cossos de Lewy.
El terme demència amb cossos de Lewy es va proposar en el primer taller internacional celebrat el 1995, i ara és d'ús comú.